# Jamnagar
Pronunciação
Jamnagar é uma cidade do Guzerate, na Índia. Localiza-se perto do mar da Arábia. Tem cerca de 592 mil habitantes. Foi fundada em 1540.